# Mats Grotenbreg
Mats Grotenbreg (Doetinchem, 21 januari 1998) is een voormalig Nederlands profvoetballer die als verdediger speelde. Hij is een zoon van oud-prof Ronald Grotenbreg (FC Wageningen).

## Carrière
Mats Grotenbreg speelde in de jeugd van Jonge Kracht, PSV en Vitesse. In het seizoen 2016/17 speelde hij voor Jong Vitesse één wedstrijd in de Tweede divisie tegen HHC Hardenberg. In 2017 vertrok hij naar FC Oss, waar hij een amateurcontract tot medio 2018 tekende. Hij debuteerde in het betaald voetbal voor FC Oss op 15 december 2017, in de met 1-1 gelijkgespeelde uitwedstrijd tegen De Graafschap. Hij kwam in de 86e minuut in het veld voor Dennis Janssen, en scoorde in de 90e minuut de gelijkmaker. In het seizoen 2018/2019 keerde Grotenbreg terug bij Vitesse waar hij aansloot bij het beloftenelftal. Vanaf 2019 speelde hij voor hoofdklasser VV DUNO. In het seizoen 2020/21 komt hij uit voor USV Hercules en vanaf medio 2021 gaat hij naar GVVV. Op 21 december 2023 maakte hij de winnende treffer (3-2) voor USV Hercules in de historische bekerwedstrijd tegen AFC Ajax.

### Statistieken
| Seizoen        | Club           | Land           | Competitie     | Competitie | Competitie | Beker | Beker | Totaal | Totaal |
| Seizoen        | Club           | Land           | Competitie     | Wed.       | Dlp.       | Wed.  | Dlp.  | Wed.   | Dlp.   |
| -------------- | -------------- | -------------- | -------------- | ---------- | ---------- | ----- | ----- | ------ | ------ |
| 2017/18        | FC Oss         | Nederland      | Eerste divisie | 15         | 1          | 0     | 0     | 15     | 1      |
| Carrièretotaal | Carrièretotaal | Carrièretotaal | Carrièretotaal | 15         | 1          | 0     | 0     | 15     | 1      |